# 久行敬子
久行 敬子（ひさゆき よしこ、5月7日 - ）は、日本の女優、声優。東京都出身。EARLY WING所属。

## 来歴
役者になる前は自衛隊員だった。
2025年3月31日、同日付でオフィスPACが事業停止したことに伴い、翌4月1日付でEARLY WINGに移籍。

## 人物
特技は航空機整備、射撃。

## 出演作品

### テレビ
- アナザヘヴン
- サラリーマンデカ
- 惨事
- 女囚-K

### テレビアニメ
- BLOOD+（2005年）
- ちょこッとSister（2006年、仲居）
- アルテ（2020年、元義母）
- 天国大魔境（2023年、女将）

### 吹き替え
- I-Land 戦慄の島（ワイス博士）
- 赤ちゃんの逆襲（ジュヌヴィエーヴ）
- アグリー・ベティ（ヨガ）
- アンダー・ザ・プラネット（ケニー）
- ER XII 緊急救命室 #17（ハナ〈アンディ・ボルト〉）
- ヴィジット（ママ〈キャスリン・ハーン〉）
- ガルフ・ウォー
- 幸せのちから（バスドライバー）※ソフト版
- シークレット・アイドル ハンナ・モンタナ（ロキシー）
- トータリー・スパイズ!
- チャーリー・ジェイド（カレン）
- CHEAPER BY THE DOZEN 2（カイル）
- ナース・ジャッキー
- FIRES〜オーストラリアの黒い夏〜 #5（ルース〈ケイト・ボックス〉[5]）
- ファイナル・オプション（ヘルガ）※DVD版
- ビッグママ・ハウス2（ボニー）
- BELLY（ティー）
- 名探偵モンク3（バメラ）
- ルイスと未来泥棒

### ラジオ
- サウンドナビゲーション

### 舞台
- サクラ大戦歌謡ショー-新宝島-
- サクラ大戦歌謡ショー-海神別荘-
- 真田風雲録
- 守銭奴
- 手紙
- 八十八ものがたり